# Зелена економіка
Зелена економіка — напрям в економічній науці, який сформувався в останні два десятиліття, в межах якого вважають, що економіка є залежним компонентом природного середовища, в якому вона існує і є його частиною.

## Історія виникнення
Основним поштовхом до розвитку «зеленої економіки» стала культурна революція 60-х років ХХ ст., ідеологічним базисом якої стала книга Р. Карсон «Мовчазна весна» (1962 р.) В той час як вперше поняття «зелена економіка» було використано у звіті Уряду Великої Британії «Концепція зеленої економіки» (1989 р.) в рамках вирішення питань сталого розвитку.

## Сфери інтересів
До концепції зеленої економіки належать ідеї багатьох інших напрямків в економічній науці та філософії, таких як феміністська економіка, постмодернізм, ресурсно-орієнтована економіка, екологічна економіка, економіка природокористування, антиглобалістика, теорія міжнародних відносин та ін.

## Основні напрямки
Теорія зеленої економіки базується на 3 аксіомах:
- неможливо нескінченно розширювати сферу впливу в обмеженому просторі;
- неможливо вимагати задоволення нескінченно зростаючих потреб в умовах обмеженості ресурсів;
- все на поверхні Землі є взаємопов'язаним.

## Сучасний стан
Прихильники зеленої економіки критикують неокласичну школу за те, що в її межах природні та соціальні чинники зазвичай розглядають як екстерналії; іноді їх вважають фіксованими і не аналізують в динаміці.
Зелені економісти вважають економічне зростання непорозумінням, тому що воно суперечить першій аксіомі. «Ростизм» (Growthism), вважають прихильники зеленої економіки, порушує діяльність екосистеми.
Зелені економісти пропонують встановити податок Тобіна у розмірі 1 % від усіх міжнародних торгових угод, для того, щоб направляти зібрані кошти бідним країнам з метою гальмування диференціації між розвиненими і не дуже розвиненими країнами, котра посилюється. Крім цього, пропонують використовувати категорію «природний капітал» (Natural capital) замість категорії «природні ресурси», котра свідчить про пасивну роль природи в економіці.
Серед прихильників зеленої економіки виділяються: М. Букчин, Дж. Джекобс, Р. Карсон, Е. Ф. Шумахер, Р. Костанца, Л. Маргуліс, Д. Кортен, Б. Фаллер, Г. Дейлі, Д. Медоуз, П. Хоук, А. Тверскі, Л. Мельник та ін.
Прихильники зеленої економіки з 2006 р. публікують International Journal of Green Economics; створено науковий Інститут зеленої економіки.

## Додаткова література

### Книги
- Zhironkin Sergey; Cehlar Michal, ред. (14 лютого 2022). Green Economy and Sustainable Development. MDPI. ISBN 978-3-0365-3223-3.
- Dhingra, Ishwar C. (2022). Green economy: opportunities and challenges: an interntional perspective. London: Routledge. ISBN 978-1-032-07399-6.
- Acar Sevil; Yeldan Alp Erinç, ред. (2019). Handbook of green economics. London San Diego, CA Cambridge, MA Oxford: Academic Press, Elsevier. ISBN 978-0-12-816635-2.

### Журнали
- International Journal of Green Economics